# Demonet Building
El Demonet Building está compuesto por una casa histórica y un edificio de oficinas contiguo en la esquina sureste de Connecticut Avenue y M Street NW en Washington D. C. Construida en 1880, la casa adosada es la última residencia victoriana en Connecticut Avenue entre Dupont Circle y Farragut Square que ha no ha sido alterado significativamente. Cuenta con una torre octogonal coronada por una cúpula con ventanas de cartela Después de una batalla legal de varios años para demoler la casa adosada, que se había agregado al Inventario de Sitios Históricos del Distrito de Columbia en 1979, el Edificio Demonet y el lote contiguo se vendieron por lo que entonces era un precio récord para las propiedades inmobiliarias del centro. El edificio de oficinas contiguo, diseñado por Skidmore, Owings & Merrill, se completó en 1984.
El homónimo del edificio, John Charles Demonet, estableció un negocio de confitería en Pennsylvania Avenue en 1848. Durante las siguientes décadas, él y su familia hicieron crecer el negocio hasta convertirlo en una empresa exitosa que incluía servicios de cáterin. Era un proveedor de dulces para la Casa Blanca. A principios de la década de 1900, el negocio se trasladó a Connecticut Avenue, una zona residencial de moda en ese momento. Se convirtió en un pionero comercial de lo que se llamó la Quinta Avenida de Washington D. C. Después de que el negocio se trasladara unas cuadras al norte en 1927, la familia Demonet siguió siendo propietaria del edificio. Se alquiló a varios minoristas. La familia vendió el edificio en 1979. Desde que se construyó la adición moderna, varias organizaciones han sido propietarias de la propiedad, la más reciente es una filial de la familia real Al Thani de Catar.

## Construcción y primer propietario
Durante la década de 1870, Connecticut Avenue entre Dupont Circle y Farragut Square se convirtió en una zona residencial de moda para los habitantes de Washington, impulsada por la construcción de la Legación Británica en Connecticut Avenue y N Street y la mansión de Alexander "Boss" Shepherd en Connecticut Avenue y K Street. El 23 de abril de 1880, el desarrollador inmobiliario John Sherman recibió un permiso de construcción para construir cuatro casas de ladrillo cerca de la esquina sureste de Connecticut Avenue y M Street. En el permiso no figuraba ningún arquitecto, pero se cree que John y su esposa Ella diseñaron algunas de las casas que construyeron y vendieron a lo largo de sus carreras. 
El edificio de la esquina de cuatro pisos fue diseñado en estilo victoriano con elementos del Renacimiento gótico. Tiene un techo de hojalata, una cornisa de madera con adornos decorativos y ladrillos moldeados debajo de la cornisa, ventanas y en la torre. Las bahías que se proyectan alternativamente también cuentan con ladrillos moldeados. La cúpula de hojalata acanalada presenta ocho facetas, ventanas de orla y está rematada con una aguja.
El edificio de la esquina podría ser uno que se anunció en el Evening Star desde noviembre de 1880 hasta febrero de 1881: "EN VENTA - Dos muy finas CASAS en la esquina de Connecticut ave., Rhode Island ave., Y M st. En venta ... 11 habitaciones, bóveda de carbón & c. Precio $ 8,500. Condiciones fáciles. JOHN SHERMAN & CO. .. "[sic] La casa de la esquina, listada en 1756 M Street NW, fue propiedad de William Warrington Evans desde 1882 hasta 1901. Evans era un dentista que operaba su práctica en el edificio.

## Propiedad de Demonet

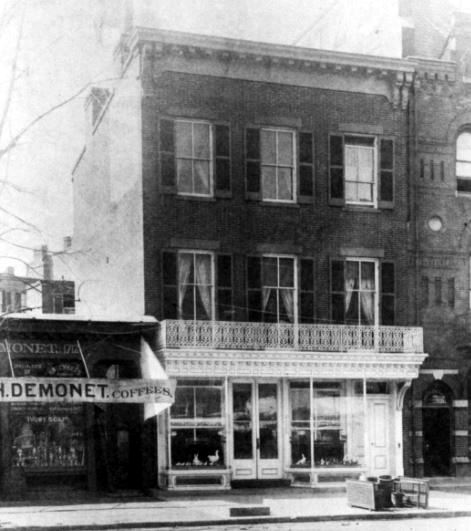
La tienda Demonet original en Pennsylvania Avenue NW

Durante las primeras décadas del siglo XX, muchas de las casas victorianas en Connecticut Avenue entre Farragut Square y Florida Avenue se convirtieron en tiendas de lujo o se reemplazaron por pequeños edificios comerciales, lo que dio como resultado que la calle se llamara la Quinta Avenida de Washington. El 15 de noviembre de 1901, el edificio fue comprado por Jules Demonet, un nativo de la región francesa de Alsacia-Lorena. La familia Demonet era propietaria de un exitoso negocio de confitería y cáterin fundado en 1848 por John Charles Demonet, el padre de Jules. La tienda original estaba ubicada en un edificio de ladrillos de tres pisos en 1714 Pennsylvania Avenue NW y, debido a su ubicación conveniente para la Casa Blanca, fue visitada por el presidente Abraham Lincoln y el general Ulysses S. Grant durante la Guerra Civil. Con la ayuda de su esposa, Ida, que también era de Alsacia-Lorena, el negocio creció en popularidad. 
En 1884, el negocio fue descrito en Historical and Commercial Sketches of Washington and Environs como "una de las principales casas de este tipo en la ciudad" y "ha amueblado la Casa del Presidente desde el presidente Buchanan con todos los dulces, cremas, pasteles utilizados, como así como las mejores familias de la ciudad ". Un artículo en The Washington Post de 1893 decía: "Siempre que se desee causar una buena impresión en algún potentado extranjero o ciudadano distinguido en la Casa Blanca", el negocio de Demonet lo haría. Jules recibió formación en pastelería y helados en Francia y la ciudad de Nueva York y, junto con su madre, continuó el negocio familiar tras la muerte de su padre. 
Después de la compra del edificio, se sometió a varias modificaciones, incluida la eliminación de parte del techo, la construcción de un balcón interior y una balaustrada, la adición de vidrieras e instalación de una marquesina. En 1904, Jules contrató al estudio de arquitectura propiedad de George Oakley Totten Jr. y Laussat R. Rogers para diseñar una adición de ladrillos de tres pisos en el lado sur (frente a Connecticut Avenue) del edificio. La tienda se mudó de Pennsylvania Avenue a su nueva ubicación en Connecticut Avenue en 1905, y el negocio siguió creciendo. Junto con Magruder's Grocery Store en Connecticut Avenue y K Street y la empresa de cáterin Maison Rauscher en Connecticut Avenue y L Street, Demonet's fue considerado un pionero en el desarrollo comercial de la zona.
En 1911, Demonet's abrió una fábrica de dulces en 2021 – 2023 L Street NW para producir sus productos de cáterin y tiendas. El negocio continuó creciendo durante la próxima década a pesar de la escasez de azúcar durante la Primera Guerra Mundial. En 1927, la familia Demonet trasladó su tienda cuatro cuadras al norte hasta 1520 Connecticut Avenue NW en Dupont Circle. Maison Rauscher, el principal competidor de Demonet, también se mudó aproximadamente al mismo tiempo a un edificio a menos de una cuadra de la nueva ubicación de Demonet. La familia Demonet continuó siendo propietaria del edificio de la esquina durante las siguientes décadas a medida que el área continuaba desarrollándose hasta convertirse en una importante área comercial. 
Debido a la construcción del contiguo Elizabeth Arden Buildin, Waggaman-Ray Commercial Row, y más notablemente el Hotel Mayflower, la cuadra 1100 de Connecticut Avenue tuvo el valor de propiedad tasado más alto de cualquier cuadra en Connecticut Avenue en 1929. La familia Demonet alquiló el edificio de la esquina a varios minoristas, comenzando con la tienda de ropa Madame Ash en 1928, seguida de inquilinos que vendían muebles, ropa, estatuas y maquillaje. En 1944 hubo un incendio dentro del edificio cuando el cigarrillo de un cliente encendió un sombrero de paja. Debido a la austeridad y la escasez de azúcar durante la Segunda Guerra Mundial, el negocio Demonet cerró a principios de la década de 1940. Las recetas y operaciones se entregaron al negocio de confitería y cáterin Avignone Freres en 1777 Columbia Road NW. 

## Batalla legal

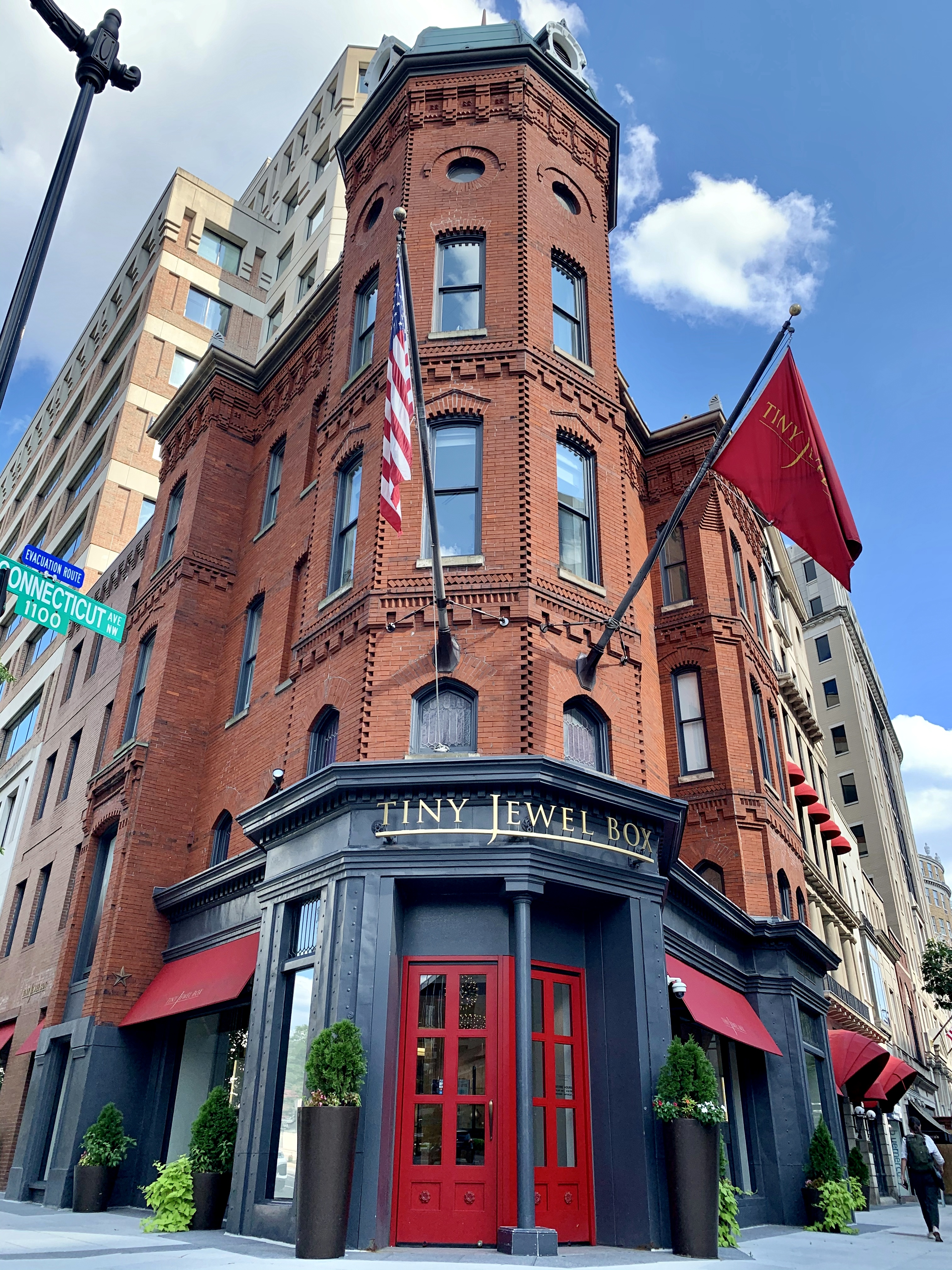
Entrada al edificio de la esquina

En 1979, la familia Demonet vendió el edificio al desarrollador inmobiliario Dominic F. Antonelli Jr., quien planeó demolerlo junto con las propiedades adyacentes en M Street. Planeaba reemplazar el Demonet y el sitio contiguo con un edificio de oficinas con espacio comercial a nivel de la calle. La Asociación de Ciudadanos de Dupont Circle (Dupont Circle Citizens Association, DCCA) respondió con una solicitud para que el Edificio Demonet se nombrara un hito histórico y se agregara al Inventario de Sitios Históricos del Distrito de Columbia (DCIHS). Allison Luchs de DCCA describió el edificio como "un sobreviviente obstinado del pasado, que se aferra como para celebrar su centenario en 1980" y describió la cúpula del edificio como "una versión reducida de la cúpula de la catedral de Florencia " que "hoy aparece como un eco menor de la cúpula de la Catedral de San Mateo al otro lado de la calle ".
Wolf Von Eckardt, crítico de arquitectura de The Washington Post que previamente había escrito un tributo al edificio en 1966, imploró a los funcionarios locales que salvaran el edificio: "Espero que los miembros del Comité de Monumentos Históricos cierren los ojos por un momento e imaginen qué es ese rincón de Connecticut Avenue se verá como si el mini- Brunelleschi fuera reemplazado por una caja suave de 12 pisos – o incluso una caja interesante de 12 pisos. Se verá como K Street, así es como se verá ".
El Comité Conjunto de Monumentos Históricos de la Capital Nacional (JCLNC) de la ciudad, en asociación con la Comisión Nacional de Planificación de la Capital, agregó el Edificio Demonet, que se encuentra en 1149 Connecticut Avenue NW y 1758 M Street NW, al DCIHS el 23 de noviembre de 1979, por lo tanto impidiendo que el edificio sea demolido. El comité dijo que el edificio era "un ejemplo exuberante de la rica arquitectura que caracterizó al Washington posterior a la Guerra Civil", pero rechazó una solicitud para agregar el edificio al Registro Nacional de Lugares Históricos. Después de la designación histórica, hubo batallas legales entre el comité y Antonelli durante dos años.
En 1980, Antonelli demolió el edificio detrás del Demonet y pidió a la Corte de Apelaciones de los Estados Unidos para el Circuito del Distrito de Columbia que revocara el estatus de hito histórico. En A&G Limited Partnership v. Los abogados del Comité Conjunto de Monumentos Históricos de la Capital Nacional de Antonelli argumentaron que la JCLNC no era una agencia de la ciudad y no tenía la autoridad para designar monumentos históricos. En 1982, un panel de tres jueces se negó a revocar el estatus de hito histórico. El tribunal dijo que no tenía jurisdicción sobre la JCLNC porque no era una agencia del gobierno de la ciudad. En respuesta al fallo de la corte, el presidente de un grupo de preservación histórica local dijo: "En general, estamos muy satisfechos con la decisión. Si bien se aplicó directamente al Demonet Building.. lo que hace por la ciudad es darle al Comité Conjunto una señal para que siga adelante, y preserva su efectividad ".

## Restauración y nuevo edificio de oficinas
El Demonet Building y el lote contiguo se vendieron en 1982 a una subsidiaria británica, Second British American Inc., por aproximadamente 10 millones de dólares, o alrededor de 11 000 dólares por m², que fue un precio récord para el centro de Washington D. C. Viking Property Group, Inc., que también era una subsidiaria de una empresa británica, fue seleccionada como desarrollador del proyecto. Fue el primer proyecto estadounidense del grupo. A diferencia de otras empresas de desarrollo inmobiliario, Viking valoró el estado histórico del edificio. Un representante de la empresa declaró: "Lo que fue negativo para muchas personas en la comunidad de desarrollo fue un atributo positivo para Viking Group. Pensaron que valía la pena guardarlo y mejorarlo ". Dupont Circle Conservancy participó en el diseño del nuevo edificio de oficinas para garantizar la cohesión arquitectónica con las propiedades circundantes.

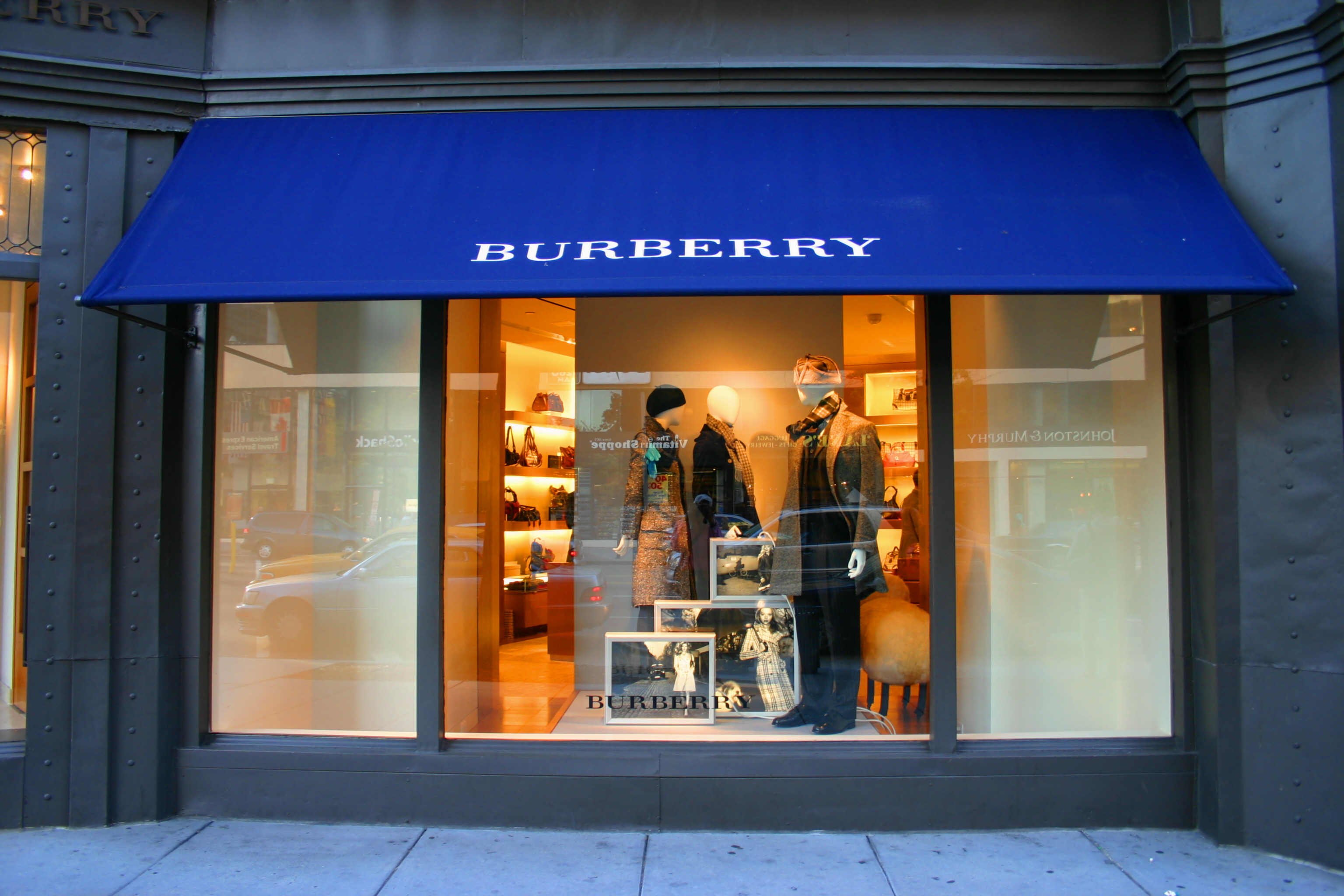
Una tienda de Burberry estuvo ubicada en el Demonet Building durante casi 30 años antes de mudarse a CityCenterDC.

La renovación del edificio original y la construcción del nuevo edificio de oficinas posmoderno de 12 pisos, que incluye un estacionamiento subterráneo de tres niveles, comenzó en 1983 y fue llevada a cabo por Omni Construction Inc. por 6,1 millones de dólares. Richard Giegengack y Robert Larson de Skidmore, Owings & Merrill fueron seleccionados para diseñar el proyecto de 12 449 m².  
Para armonizar arquitectónicamente los edificios antiguos y nuevos, se incorporaron ladrillos en el diseño de la fachada del nuevo edificio. Se vertieron pisos de concreto en los 1115 m² de construcción, y una vez que se completó el nuevo edificio, las vigas del piso se reemplazaron con vigas de acero. El techo del edificio de la esquina se convirtió en una terraza para el quinto piso del nuevo edificio. Los pisos sexto a duodécimo del nuevo edificio se elevan por encima y detrás del edificio de la esquina y cuentan con una torre biselada con una ventana arqueada de seis pisos. En el lado de la calle M, los pisos undécimo y duodécimo del edificio están a 6,1 m de los primeros diez pisos. Se construyó una sección historicista de ladrillo de cuatro pisos entre los dos edificios para combinar la línea de la cornisa del edificio de la esquina.
Durante la construcción, se dejó caer una gran viga sobre la pared original del edificio, lo que provocó una grieta que casi provocó el colapso de la pared, pero el daño se reparó. Un año después de que se completara el proyecto de 35 millones de dólares en 1984, los propietarios británicos alquilaron el espacio comercial del primer piso en el edificio de la esquina a la marca Burberry.
El Demonet Building se vendió a la empresa inmobiliaria japonesa Mitsui Fudosan en 1986. Más tarde fue adquirido por Stockbridge Capital Group, quien lo vendió a Alduwaliya Asset Management (AAM) en 2017 por 64 250 000 dólares. Fue la tercera compra de bienes raíces local por parte de AAM, un afiliado de la familia real Al Thani de Catar.